# Tiina Kankaanpää
Tiina Kankaanpää (Seinäjoki, 16 de agosto de 1976) é uma atleta finlandesa de lançamento de disco.